# Der Evangelimann
Der Evangelimann ist ein „musikalisches Schauspiel“, eine Oper, in zwei Akten aus dem Jahr 1895 von Wilhelm Kienzl, der Musik und Libretto verfasste.

## Hintergrund und Geschichte

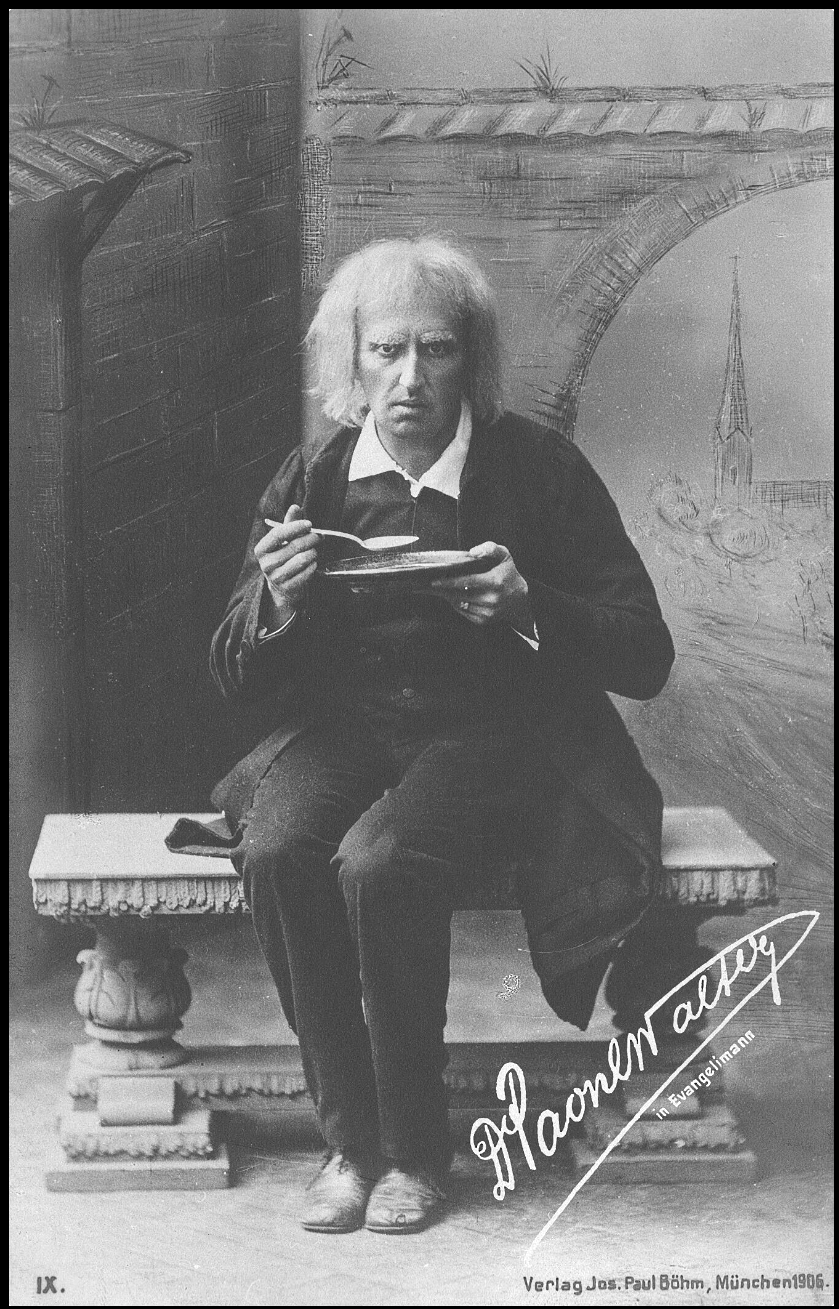
Raoul Walter als Evangelimann – München 1906

Die titelgebende Figur des Evangelimanns war ursprünglich eine Gestalt der sogenannten Wiener Pawlatschenhöfe (Hinterhöfe), die dort bevorzugt an Samstagen oder Sonn- und Feiertagen erschien, zumeist in würdigem und freundlichem Auftreten aus der Bibel zitierte und dafür einige Kreuzer erhielt.
Wilhelm Kienzl benannte seine Oper nach dieser Gestalt. Angeregt wurde er von einer Erzählung aus Leopold Florian Meissners Buch Aus den Papieren eines Polizeikommissärs, die vom Lebensweg eines Evangelimanns berichtet, hier wird dieser Fall als eine „wahre“ Begebenheit dargestellt. Diese Erzählung adaptierte Wilhelm Kienzl für seine Oper.
Ende des 20. Jahrhunderts hat Viktor Redtenbacher die tatsächlichen Hintergründe dieser „wahren“ Begebenheit aufgedeckt und Meissners Erzählung als Fiktion entlarvt, die allerdings auf einigen  belegten Fakten aufbaut. Auf dem Hellerhof in der Pfarrei Paudorf bei Göttweig in Niederösterreich hat sich 1812 tatsächlich ein Brand zugetragen, den ein Bruder des dort gebürtigen Engelbert Schwertfegers, des späteren Abtes des Benediktinerklosters Stift Göttweig, gelegt haben dürfte. Gerichtlich wurde niemand wegen Brandstiftung belangt oder gar abgeurteilt. Bei diesem Brand handelte es sich auch um keine Brandkatastrophe, durch die ein ganzer Ort betroffen war, sondern nur um einen Heustadelbrand mit ein wenig Sachschaden.
Die Uraufführung des Werks fand am 4. Mai 1895 in Berlin statt.

## Handlung

### Erster Akt
Als nach dem Nachmittagsgottesdienst in St. Othmar das heimliche Paar Martha und Mathias glücklich die Kirche verlässt, wird es neidvoll von Mathias’ Bruder Johannes beobachtet. Dieser wartet, bis Marthas Vormund Friedrich Engel erscheint, und verrät das Liebesglück der beiden. Friedrich Engel stellt daraufhin Mathias, der als armer Schreiber keinesfalls standesgemäß ist, zur Rede. Trotz dessen Beteuerungen jagt er Mathias aus seinem Amt und nimmt ihm seinen Lebensunterhalt. Johannes versucht die Gelegenheit zu nutzen, um sich Martha zu nähern, wird jedoch abgewiesen. Der Abend kommt und die Bürger zieht es zur Klosterschänke.
Mathias bittet Magdalena, Martha eine Stunde vor Mitternacht in den Wirtsgarten zu bestellen. Währenddessen kegeln die Bürger um die Wette. Nun treffen sich Martha und Mathias und geloben sich ewige Treue. Aber Johannes hat sie wieder belauert und stürzt betroffen davon. Bald steigt Rauch auf. Der Nachtwächter gibt Feueralarm. Mathias will zum Löschen, da nimmt ihn der Pfleger als mutmaßlichen Brandstifter fest. Martha bricht zusammen.

### Zweiter Akt
Dreißig Jahre später in einem typischen Wiener Hinterhof mit spielenden Kindern, Leierkastenklängen und einer Lumpensammlerin mit ihrem „Hadern“-Ruf. Magdalena erinnert sich wehmütig an ihre schönen Jugendtage. Ein Evangelimann tritt auf und trägt aus der Bibel vor. Die Kinder bemühen sich, ihm nachzusingen. Als er Magdalena um Wasser bittet, erkennt sie ihn als Mathias Freudhofer. Er berichtet von seinen unschuldigen Leiden, der zwanzigjährigen Kerkerhaft und Marthas Verzweiflung, welche sie den Tod in der Donau suchen ließ. Magdalena fordert ihn zu baldiger Wiederkehr auf, um einen Kranken zu trösten.
Der Kranke ist Johannes. Sein Körper und sein Geist werden von Schmerzen gepeinigt. Aber er will sein Geheimnis mit ins Grab nehmen. Da hört er draußen den Gesang des Evangelimanns. Er bittet Magdalena, ihn heraufzuholen. Als dieser erscheint, fasst Johannes Vertrauen zu dem Fremden und beichtet ihm seine Tat. Die Brüder erkennen sich und der sterbende Johannes erbittet Vergebung. Nach schwerem inneren Kampf verzeiht ihm Mathias. Johannes stirbt. Draußen singen die Kinder „Selig sind, die Verfolgung leiden um der Gerechtigkeit willen, denn ihrer ist das Himmelreich“.

## Inszenierungen und Rezeption
Die Oper war nach ihrer Uraufführung 1895 längere Zeit im deutschsprachigen Raum und auch im Ausland populär, wurde aber in den letzten Jahrzehnten kaum noch gespielt. Eine der wenigen Aufführungen fand 1945 in Wien mit Rosette Anday, Alfred Jerger, Gertrud Burgsthaler-Schuster und Sena Jurinac statt. Einzig die Tenor-Arie „Selig sind, die Verfolgung leiden“, gesungen unter anderem von Peter Anders, Nicolai Gedda, Joseph Schmidt, Richard Tauber, Fritz Wunderlich und Rudolf Schock, wurde noch vereinzelt im Radio gespielt.
Der Bayerische Rundfunk legte 1980 eine Gesamtaufnahme unter Lothar Zagrosek mit Helen Donath, Ortrun Wenkel, Kurt Moll, Roland Hermann und Siegfried Jerusalem vor, die später verschiedentlich im Radio ausgestrahlt wurde. In den 1980er Jahren wurde die Oper in Wiesbaden aufgeführt. Es folgten Aufführungen 2004 in Chemnitz, 2006 in Wien an der Volksoper, 2007 an der Oper Graz sowie 2012 am Klagenfurter Stadttheater.

## Diskografie
- Querschnitt 1965 (CD: Emi Classics, 5099 9 25221 2 20); Robert Heger, Chor und Orchester der Bayerischen Staatsoper München; Anneliese Rothenberger (Martha), Marga Höffgen (Magdalena), Franz Crass (Johannes), Nicolai Gedda (Mathias)
- GA 1980 (CD: EMI Classics, 7243 5 66370 2 3); Lothar Zagrosek, Tölzer Knabenchor, Chor des Bayerischen Rundfunks, Münchner Rundfunkorchester; Kurt Moll (Friedrich Engel), Helen Donath (Martha), Ortrun Wenkel (Magdalena), Roland Hermann (Johannes), Siegfried Jerusalem (Mathias); u. a.[2]

- GA 2006 (DVD); Alfred Eschwé; Walter Fink (Friedrich Engel), Alexandra Reinprecht (Martha), Janina Baechle (Magdalena), Wolfgang Koch (Johannes), Jürgen Müller (Mathias); Orchester der Volksoper Wien (Capriccio)